# Ioan Teodorescu
Ioan Teodorescu (n. 1 ianuarie 1922, Ploiești – d. 31 august 1975, Iași) – a fost inginer agronom, universitar și inventator român.

## Biografie și activitate
Școala primară și  cursul inferior al liceului le-a făcut în orașul natal, apoi a urmat cursurile Școlii medii de agricultură din Roman, pe care le-a terminat în 1942. A absolvit ca șef de promoție Facultatea de Agronomie din Iași în 1950, cu diplomă de merit. A fost încadrat ca asistent (1951) la catedra de fitotehnie, ca, la cerere, să dea concurs pentru Catedra de mașini agricole. În 1959 devine șef de lucrări. În pararel cu activitatea academică, timp de cinci ani (1957- 1962), a funcționat ca cercetător principal și șef al Laboratorului de mecanizare din cadrul Stațiunii experimentale agricole Podul Iloaiei. Activitatea sa de cercetare a fost axată, în principal, pe optimizarea exploatării diferitelor tipuri de mașini și utilaje agricole, pe adaptarea acestora la efectuarea unor lucrări speciale și pe crearea de noi utilaje. Rodul activității sale de cercetare s-a concretizat în 65 de lucrări publicate sau comunicate și în obținerea a cinci brevete de invenții. Una dintre ele, remorcă semipurtătoare pentru transportul mașinilor agricole, a fost introdusă în fabricație de serie.

## Contribuții

#### Brevete de invenție (autor)
1. Remorcă semipurtătoare pentru transportul mașinilor agricole. Invenție. Certificat autor Nr. 42214 din 29 oct. 1963, OSIM.
2. Robinet de comandă a circulației aerului la mașinile de stropit. Invenție. Brevet de autor nr. 46068 din 19 oct. 1966, OSIM.
3. Procedeu și dispozitiv pentru prevenirea ruperii plantelor la prășit. Invenție. Brevet nr. 46o69 din  19 oct. 1966, OSIM.
4. Procedeu și dispozitiv pentru mărirea stabilității tractoarelor pe pante. Invenție. Brevet nr. 49052 din 28 iulie 1967, OSIM.

#### Brevete de invenție (coautor)
1. Dispozitiv pentru încărcarea strugurilor și a altor produse agricole în vrac. Invenție în colaborare cu ing. V. Bălan. Certificat de Inventator nr. 54937 din 2 februarie 1972, OSIM

#### Titluri articole (autor)
1. Marcatorul cu țevi, ”Revista GAS și SMT”, nr. 4/1956 la rubrica Inovații
2. Din experiența mecanizării lucrărilor în cultura pământului la Stațiunea experimentală Podul Iloaiei – Regiunea Iași, ”Mecanizarea și electrificarea agriculturii”, nr 1/1959.
3. Orientări și tendințe în mecanizarea agriculturii,  ”Cercetări agronomice în Moldova”, nr 1/1959.

#### Titluri articole (coautor)
1. Experimentarea grapei cu discuri GD-4 încondiții de exploatare, ”Lucrări științifice I.A.I.”, 1960.
2. Încercarea grapei 6-GCR-1,7 cu colți reglabili, în condiții de exploatare, ”Lucrări științifice I.A.I.”, 1960
3. Adaptarea trupiței reversibile la plugul de vie, ”Mecanizarea și electrificarea agriculturii”, 1/1961.
4. Experimentarea plugului basculant de desfundat  PBD-55, în condiții de exploatare, ”Lucrări științifice I.A.I.”, 1962.
5. Plug purtat pentru executarea biloanelor în școala de vițe, ”Grădina, via și livada”, nr.2/1963.
6. Contribuții la studiul comportării în exploatare a combinei de recoltat porumb CT-2-R, ”Lucrări științifice I.A.I.”, 1967.
7. O mașină perfecționată de săpat gropi pentru hortiviticultură, ”Cercetări agronomice în Moldova”, decembrie, 1971.
8. Cercetări privind comportarea în exploatare a mașinii de săpat gropi dezaxabilă, ”Cercetări agronomice în Moldova”, ianuarie-martie, 1973.
9. Contribuții la realizarea unui echipament pentru administrat îngrășăminte chimice în vie, ”Cercetări agronomice în Moldova”, decembrie 1976